# عشرين سنت (عملة نيوزيلندا)
عملة العشرين سنت النيوزيلندية هي ثاني أقل عملة من حيث القيمة من بين عملات الدولار النيوزيلندي. قدمت عملة العشرين سنت عند تقديم الدولار النيوزيلندي في 10 يوليو 1967 لتحل محل عملة الفلورين النيوزيلندية. غُير الوجه الخلفي الأصلي للعملة والذي كان يمثل الكيوي في عام 1990 عندما نقلت الصورة إلى العملة المعدنية بقيمة دولار واحد. وفي عام 2006 تم تقليص حجمها وتعديل حافتها إلى زهرة إسبانية كجزء من مراجعة عملات نيوزيلندا، والتي شهدت أيضًا تحول سبائكها إلى فولاذ مطلي بالنيكل بدلاً من النيكل النحاسي.

## التصميم

### من 1967 إلى 1990
قامت نيوزيلندا بإلغاء نظام عملتها واستبدلت الجنيه الإسترليني بالدولار بمعدل جنيه إسترليني واحد مقابل دولارين وشلن واحد مقابل عشرة سنتات وذلك في 10 يوليو 1967. كما حلت العملة المعدنية بقيمة 20 سنت محل العملة المعدنية بقيمة فلورين واحد والتي كانت قيمتها شلنين.
مثل الفلورين كانت العملة الجديدة بقيمة 20 سنت مصنوعة من النيكل النحاسي والمقاسات 28.58 مم في القطر 11.31 جرام في الوزن وكان 100٪ حافة مضروبة آلياً. حيث احتفظت العملة المعدنية بقيمة 20 سنت بوجود الكيوي على ظهر الفلورين وإن كان بتصميم مختلف.
كانت الوجوه الأصلية للعملات المعدنية بقيمة 20 سنت تصور صورة الملكة إليزابيث الثانية التي رسمها أرنولد ماشين. وفي عام 1986 قام بتغيير الصورة إلى لوحة رافائيل ماكلوف والتي أدخلت على عملات الجنيه الإسترليني في العام السابق. كما تعتبر العملات المعدنية الصادرة في عام 1990 نادرة.

### من 1990 إلى 2006
في عام 1990 أصدرت عملات معدنية جديدة بقيمة 1 دولار و2 دولار لتحل محل الأوراق النقدية بقيمة 1 دولار و2 دولار. وبما أن الدولار الواحد يصور أيضًا الكيوي فقد كان لا بد من إعادة تصميم الوجه الخلفي لفئة العشرين سنت. وأظهر الجانب الخلفي الجديد نحت الماوري الشهير الذي يصور بوكاكي زعيم نجاتي واكاوي إيوي (قبيلة) من تي أراوا. وفي عام 1999 غيرت صورة الملكة إلى نسخة من تصميم إيان رانك-برودلي والتي قدمت لعملات الجنيه الإسترليني في العام السابق. لم تسك أي عملات معدنية بقيمة 20 سنت بين عامي 1991 و2001.
ظلت العملات المعدنية بقيمة 20 سنت موجودة في التداول وتفوقت عددًا بدرجة كبيرة على التصميم الجديد حتى عام 2006. قاموا بإصدار ما مجموعه 169,202,000 عملة معدنية بقيمة 20 سنت قبل عام 2006 بقيمة إجمالية بلغت 33,840,400.00 دولار أمريكي.

### من عام 2006 فصاعدًا
في 31 يوليو 2006 أصدرت العملة المعدنية الجديدة بقيمة 20 سنت إلى جانب العملات المعدنية الجديدة بقيمة 10 سنتات و50 سنت كجزء من استبدال العملة الفضية "التغيير للأفضل" التي أطلقها بنك الاحتياطي الفيدرالي. وكانت العملة المعدنية الجديدة بقيمة 20 سنت لها نفس الوجه الخلفي مثل العملات المعدنية التي سكت من عام 1990 إلى عام 2006 ونفس الوجه الأمامي مثل العملات المعدنية التي سكت من عام 1999 فصاعدًا، ولكن بتقليص حجم العملات المعدنية. أما العملات الجديدة بقيمة 20 سنت فمصنوعة من الفولاذ ومغطاة بطبقة من النيكل ثم النحاس ثم النيكل مرة أخرى. والعملات الجديدة هي بقياس 21.75 مم في القطر و 4 غرام في الوزن. فهم يمتلكون زهور إسبانية مضلعة حول الحافة ويقسمونها إلى سبعة أقسام. عند طرحها في الأسواق في عام 2006 سكت 116 مليون قطعة نقدية منها بقيمة إجمالية بلغت 23.2 مليون دولار نيوزيلندي. وأصبح العام الآخر الوحيد للإصدار هو عام 2008 حيث أصدر 80 مليون قطعة نقدية بقيمة إجمالية قدرها 16 مليون دولار نيوزيلندي.
ألغيت العملات القديمة بقيمة 20 سنت في 1 نوفمبر 2006.
يتعرف هواة جمع العملات على نوعين مختلفين من عملة العشرين سنت الصادرة عام 2014. وتختلف هذه العملات من حيث التفاصيل في كل من تصميم الماوري وصورة الملكة ولكن من الأسهل التمييز بينها من حيث التاريخ الموضح حيث يحتوي القالب الأول على إعداد تاريخ قياسي (واسع) بينما يحتوي القالب الثاني على إعداد أضيق بكثير. بحيث أن كلا النوعين شائعين في التداول.

### المستقبل
بعد وفاة الملكة إليزابيث الثانية في سبتمبر 2022 قال بنك الاحتياطي إنه سوف يستنفد مخزوناته الحالية من العملات المعدنية قبل طرح عملات معدنية جديدة تحمل صورة الملك تشارلز الثالث. وبناءً على مستويات المخزون الحالية فمن المرجح أن يستغرق الأمر عدة سنوات.

## أرقام سك العملة
وفقا لبنك الاحتياطي النيوزيلندي. القيم بالدولار النيوزيلندي. لم تسك أي عملات معدنية كبيرة بقيمة 20 سنت في أعوام 1968 و1970 و1991-2001 و2003. ونظراً للكمية الكبيرة التي سكت من العملات المعدنية الصغيرة من فئة العشرين سنت لم تسك أي منها في عام 2007 أو من عام 2009 فصاعداً.
- 1967 : 2,600,000 دولار
- 1969 : 500,000 دولار
- 1971 : 320,000 دولار
- 1972 : 303,000 دولار
- 1973 : 610,000 دولار
- 1974 : 907,000 دولار
- 1975 : 1,000,000 دولار
- 1976 : 1,500,000 دولار
- 1977 : 1,500,000 دولار
- 1978 : 500,000 دولار
- 1979 : 1,600,000 دولار
- 1980 : 1,800,000 دولار
- 1981 : 1,500,000 دولار
- 1982 : 3,500,000 دولار
- 1983 : 500,000 دولار
- 1984 : 300,000 دولار
- 1985 : 1,200,000 دولار
- 1986 : 2,500,000 دولار
- 1987 : 2,800,000 دولار
- 1988 : 2,500,000 دولار
- 1989 : 1,000,000 دولار
- 1990 : 1,000,000 دولار
- 2002 : 1,400,000 دولار
- 2004 : 1,700,000 دولار
- 2005 : 800,000 دولار
- 2006 : 23,320,000 دولار
- 2008 : 16,000,000 دولار